# Andy Comeau
Andy Comeau (nascido em 19 de outubro de 1970 em New Boston, New Hampshire ) é um ator americano. Ele é mais conhecido por interpretar Theodore "Teddy" Huffstodt, o irmão mentalmente desequilibrado do personagem principal Dr. Craig Huffstodt (Hank Azaria) na série Huff. Ele também apareceu na série de House MD como Travis Brennan, um epidemiologista que foi um dos vários médicos que disputaram uma vaga na equipe de Dr.Gregory House.
Ele também apareceu nos filmes 8 Heads in a Duffel Bag e One Hour Photo. No quarto episódio da segunda temporada de Will and Grace, atuou como Andy Fellner, amigo de infância de Grace. O ator também co-estrelou em Criminal Minds na 1ª Temporada no episódio "Charm and Harm", onde ele interpretou um serial killer chamado Mark Gregory.
Diversos créditos de Comeau no teatro incluem The Cherry Orchard, Biloxi Blues, The Tempest e A Midsummer Night’s Dream.
Aparece no clip da música Gump de "Weird Al" Yankovic , no qual interpreta uma paródia de Forrest Gump.
Em 2010, Comeau inpterpretou um paciente que iria fazer uma cirurgia plástica no final da temporada de 'Nip/Tuck  e apareceu em um comercial da Progressive Auto Insurance. 

## Ligações Externas
- Andy Comeau. no IMDb.